# Prohypotyphla nigriventris
Prohypotyphla nigriventris är en tvåvingeart som först beskrevs av Friedrich Georg Hendel 1914.  Prohypotyphla nigriventris ingår i släktet Prohypotyphla och familjen Pyrgotidae. Inga underarter finns listade i Catalogue of Life.